# Uruguayská fotbalová reprezentace
Uruguayská fotbalová reprezentace reprezentuje Uruguay na mezinárodních fotbalových akcích, jako je mistrovství světa nebo Copa América. V Uruguayi se v roce 1930 konalo první mistrovství světa v historii. Domácí tým ho dokázal vyhrát (semifinále s Jugoslávií 6:1, finále s Argentinou 4:2).
Uruguay patří mezi nejúspěšnější národní týmy v historii, dvakrát zvítězila na Mistrovství světa, dvakrát na olympijských hrách a 15× na kontinentálním šampionátu Copa América, což z ní dělá jeden z nejúspěšnějších týmů. Jako poslední se Uruguay radovala z vítězství Copa América v roce 2011, když ve finále zdolala Paraguay výsledkem 3:0 a předtím již ve čtvrtfinále vyřadila domácí Argentinu.
Uruguay je nejmenší zemí, která kdy v historii vyhrála mistrovství světa ve fotbale nebo olympijské hry ve fotbale (rozlohou však bylo menší Československo, vítěz OH 1980).
Mezi největší hvězdy národního týmu patří Luis Suárez, Diego Forlán, Édinson Cavani, talentovaný gólman Fernando Muslera nebo obránci Diego Lugano a Diego Godín.
Diego Forlán byl vyhlášen nejlepším hráčem mistrovství světa 2010 v Jihoafrické republice, kde byl rovněž nejlepším střelcem. V kvalifikaci na mistrovství světa v Jižní Americe se koncem roku 2011 dostal do čela střelců branek, poměrně vážně se však zranil.

## Největší úspěchy
- Mistr světa ve fotbale (2×)[1]

1930, 1950
- Copa América (15×)

 1916, 1917, 1920, 1923, 1924, 1926, 1935, 1942, 1956, 1959, 1967, 1983, 1987, 1995, 2011
  1919, 1927, 1939, 1941, 1989, 1999, 
  1921, 1922, 1929, 1937, 1947, 1953, 1957, 1975, 2004, 2024
- Olympijský vítěz (2×)

1924, 1928

## Mistrovství světa
Seznam zápasů uruguayské fotbalové reprezentace na MS
| Rok    | Účast                                            | Soupisky |
| ------ | ------------------------------------------------ | -------- |
| 1930   | Zlatá medaile                                    | Soupiska |
| 1934   | Bez účasti                                       |          |
| 1938   | Bez účasti                                       |          |
| 1950   | Zlatá medaile                                    | Soupiska |
| 1954   | Prohra v zápase o bronz s Rakouskem              | Soupiska |
| 1958   | Nepostoupili z kvalifikace                       |          |
| 1962   | Nepostoupili ze skupiny                          | Soupiska |
| 1966   | Vyřazeni ve čtvrtfinále NSR                      | Soupiska |
| 1970   | Prohra v zápase o bronz s NSR                    | Soupiska |
| 1974   | Nepostoupili ze skupiny                          | Soupiska |
| 1978   | Nepostoupili z kvalifikace                       |          |
| 1982   | Nepostoupili z kvalifikace                       |          |
| 1986   | Vyřazeni v osmifinále Argentinou                 | Soupiska |
| 1990   | Vyřazeni v osmifinále Itálií                     | Soupiska |
| 1994   | Nepostoupili z kvalifikace                       |          |
| 1998   | Nepostoupili z kvalifikace                       |          |
| 2002   | Nepostoupili ze skupiny                          | Soupiska |
| 2006   | Nepostoupili z kvalifikace                       |          |
| 2010   | Prohra v zápase o bronz s Německem               | Soupiska |
| 2014   | Vyřazeni v osmifinále Kolumbií                   | Soupiska |
| 2018   | Vyřazeni ve čtvrtfinále Francií                  | Soupiska |
| 2022   | Nepostoupili ze skupiny                          | Soupiska |
| Celkem | Účast – 14× Zlato – 2×, Stříbro – 0×, Bronz – 0× |          |

## Copa América

### Mistrovství Jižní Ameriky ve fotbale (1916 — 67)
| Mistrovství Jižní Ameriky ve fotbale | Mistrovství Jižní Ameriky ve fotbale | Mistrovství Jižní Ameriky ve fotbale | Mistrovství Jižní Ameriky ve fotbale | Mistrovství Jižní Ameriky ve fotbale | Mistrovství Jižní Ameriky ve fotbale | Mistrovství Jižní Ameriky ve fotbale | Mistrovství Jižní Ameriky ve fotbale | Mistrovství Jižní Ameriky ve fotbale |
| Ročník                               | Umístění                             | Konečná fáze                         | Z                                    | V                                    | R*                                   | P                                    | VG                                   | OG                                   |
| ------------------------------------ | ------------------------------------ | ------------------------------------ | ------------------------------------ | ------------------------------------ | ------------------------------------ | ------------------------------------ | ------------------------------------ | ------------------------------------ |
| 1916                                 | Zlatá medaile                        | Vítěz (1)                            | 3                                    | 2                                    | 1                                    | 0                                    | 6                                    | 1                                    |
| 1917                                 | Zlatá medaile                        | Vítěz (2)                            | 3                                    | 3                                    | 0                                    | 0                                    | 9                                    | 0                                    |
| 1919                                 | Stříbrná medaile                     | 2. místo                             | 3                                    | 2                                    | 1                                    | 0                                    | 7                                    | 4                                    |
| 1920                                 | Zlatá medaile                        | Vítěz (3)                            | 3                                    | 2                                    | 1                                    | 0                                    | 9                                    | 2                                    |
| 1921                                 | Bronzová medaile                     | 3. místo                             | 3                                    | 1                                    | 0                                    | 2                                    | 3                                    | 4                                    |
| 1922                                 | Bronzová medaile                     | 3. místo                             | 4                                    | 2                                    | 1                                    | 1                                    | 3                                    | 1                                    |
| 1923                                 | Zlatá medaile                        | Vítěz (4)                            | 3                                    | 3                                    | 0                                    | 0                                    | 6                                    | 1                                    |
| 1924                                 | Zlatá medaile                        | Vítěz (5)                            | 3                                    | 2                                    | 1                                    | 0                                    | 8                                    | 1                                    |
| 1925                                 | Bez účasti                           | Bez účasti                           | Bez účasti                           | Bez účasti                           | Bez účasti                           | Bez účasti                           | Bez účasti                           | Bez účasti                           |
| 1926                                 | Zlatá medaile                        | Vítěz (6)                            | 4                                    | 4                                    | 0                                    | 0                                    | 17                                   | 2                                    |
| 1927                                 | Stříbrná medaile                     | 2. místo                             | 3                                    | 3                                    | 0                                    | 0                                    | 15                                   | 4                                    |
| 1929                                 | Bronzová medaile                     | 3. místo                             | 3                                    | 1                                    | 0                                    | 2                                    | 4                                    | 6                                    |
| 1935                                 | Zlatá medaile                        | Vítěz (7)                            | 3                                    | 3                                    | 0                                    | 0                                    | 6                                    | 1                                    |
| 1937                                 | Bronzová medaile                     | 3. místo                             | 5                                    | 2                                    | 0                                    | 3                                    | 11                                   | 14                                   |
| 1939                                 | Stříbrná medaile                     | 2. místo                             | 4                                    | 3                                    | 0                                    | 1                                    | 13                                   | 5                                    |
| 1941                                 | Stříbrná medaile                     | 2. místo                             | 4                                    | 3                                    | 0                                    | 1                                    | 10                                   | 1                                    |
| 1942                                 | Zlatá medaile                        | Vítěz (8)                            | 6                                    | 6                                    | 0                                    | 0                                    | 21                                   | 2                                    |
| 1945                                 | 4. místo                             |                                      | 6                                    | 3                                    | 0                                    | 3                                    | 14                                   | 6                                    |
| 1946                                 | 4. místo                             |                                      | 5                                    | 2                                    | 0                                    | 3                                    | 11                                   | 9                                    |
| 1947                                 | Bronzová medaile                     | 3. místo                             | 7                                    | 5                                    | 0                                    | 2                                    | 21                                   | 8                                    |
| 1949                                 | 6. místo                             |                                      | 7                                    | 2                                    | 1                                    | 4                                    | 14                                   | 20                                   |
| 1953                                 | Bronzová medaile                     | 3. místo                             | 6                                    | 3                                    | 1                                    | 2                                    | 15                                   | 6                                    |
| 1955                                 | 4. místo                             |                                      | 5                                    | 2                                    | 1                                    | 2                                    | 12                                   | 12                                   |
| 1956                                 | Zlatá medaile                        | Vítěz (9)                            | 5                                    | 4                                    | 1                                    | 0                                    | 9                                    | 3                                    |
| 1957                                 | Bronzová medaile                     | 3. místo                             | 6                                    | 4                                    | 0                                    | 2                                    | 15                                   | 12                                   |
| 1959                                 | 6. místo                             |                                      | 6                                    | 2                                    | 0                                    | 4                                    | 15                                   | 14                                   |
| 1959                                 | Zlatá medaile                        | Vítěz (10)                           | 4                                    | 3                                    | 1                                    | 0                                    | 13                                   | 1                                    |
| 1963                                 | Bez účasti                           | Bez účasti                           | Bez účasti                           | Bez účasti                           | Bez účasti                           | Bez účasti                           | Bez účasti                           | Bez účasti                           |
| 1967                                 | Zlatá medaile                        | Vítěz (11)                           | 5                                    | 4                                    | 1                                    | 0                                    | 13                                   | 2                                    |
| Celkem                               | 27 účastí                            | 11× mistr Copa América               | 119                                  | 76                                   | 11                                   | 32                                   | 300                                  | 142                                  |

### Copa América(od 1975)
| Copa América | Copa América     | Copa América          | Copa América | Copa América | Copa América | Copa América | Copa América | Copa América |
| Ročník       | Umístění         | Konečná fáze          | Z            | V            | R*           | P            | VG           | OG           |
| ------------ | ---------------- | --------------------- | ------------ | ------------ | ------------ | ------------ | ------------ | ------------ |
| 1975         | 4. místo         | Semifinále            | 2            | 1            | 0            | 1            | 1            | 3            |
| 1979         | 6. místo         | Základní skupina      | 4            | 1            | 2            | 1            | 5            | 5            |
| 1983         | Zlatá medaile    | Vítěz (12)            | 8            | 5            | 2            | 1            | 12           | 6            |
| 1987         | Zlatá medaile    | Vítěz (13)            | 2            | 2            | 0            | 0            | 2            | 0            |
| 1989         | Stříbrná medaile | Finalista             | 7            | 4            | 0            | 3            | 11           | 3            |
| 1991         | 5. místo         | Základní skupina      | 4            | 1            | 3            | 0            | 4            | 3            |
| 1993         | 6. místo         | Čtvrtfinále           | 4            | 1            | 2            | 1            | 5            | 5            |
| 1995         | Zlatá medaile    | Vítěz (14)            | 6            | 4            | 2            | 0            | 11           | 4            |
| 1997         | 8. místo         | Základní skupina      | 3            | 1            | 0            | 2            | 2            | 2            |
| 1999         | Stříbrná medaile | Finalista             | 6            | 1            | 2            | 3            | 4            | 9            |
| 2001         | 4. místo         | Semifinále            | 6            | 2            | 2            | 2            | 7            | 7            |
| 2004         | Bronzová medaile | Vítěz o 3. místo      | 6            | 3            | 2            | 1            | 12           | 10           |
| 2007         | 4. místo         | Semifinále            | 6            | 2            | 2            | 2            | 8            | 9            |
| 2011         | Zlatá medaile    | Vítěz (15)            | 6            | 3            | 3            | 0            | 9            | 3            |
| 2015         | 7. místo         | Čtvrtfinále           | 4            | 1            | 1            | 2            | 2            | 3            |
| 2016         | 11. místo        | Základní skupina      | 3            | 1            | 0            | 2            | 4            | 4            |
| 2019         | 6. místo         | Čtvrtfinále           | 3            | 2            | 1            | 0            | 7            | 2            |
| 2021         | 5. místo         | Čtvrtfinále           | 4            | 2            | 1            | 1            | 4            | 2            |
| 2024         | 3. místo         | Vítěz o 3. místo      | 3            | 3            | 0            | 0            | 9            | 1            |
| Celkem       | 19 účastí        | 4× mistr Copa América | 87           | 40           | 25           | 22           | 119          | 81           |